# Polideportivo José Corrêa
El Ginásio Poliesportivo José Corrêa es un pabellón polideportivo situado en Barueri (Brasil), que fue inaugurado el 12 de diciembre de 2004. Es sede del Campeonato mundial de baloncesto femenino de 2006. Tiene capacidad para 5000 personas y un tamaño de la cancha de 40 x 20 metros. Su piso es de tablado.